# 全国高等学校バスケットボール選手権大会 (愛媛県勢)
全国高等学校バスケットボール選抜優勝大会および全国高等学校バスケットボール選手権大会における愛媛県勢の成績について記す。
出場枠は第20回大会まで四国4県で1枠。第21回大会より1県1代表。2017年以降は選手権大会に移行。

## 男子
| 年度             | 出場校                    | 試合結果 | 試合結果                   | 成績     |
| ---------------- | ------------------------- | -------- | -------------------------- | -------- |
| 1975年（第5回）  | 新田（初出場）            | 1回戦    | ● 66 - 88 盛岡工業         | 初戦敗退 |
| 1983年（第13回） | 新田（8年ぶり2回目）      | 2回戦    | ● 45 - 72 日本大学山形     | 初戦敗退 |
| 1985年（第15回） | 新田（2年ぶり3回目）      | 1回戦    | ● 52 - 69 愛知             | 初戦敗退 |
| 1986年（第16回） | 松山城南（初出場）        | 1回戦    | ● 74 - 75 市立柏           | 初戦敗退 |
| 1989年（第20回） | 新田（5年ぶり4回目）      | 1回戦    | ● 62 - 75 中部工業         | 初戦敗退 |
| 1990年（第21回） | 新田（2年連続5回目）      | 1回戦    | ● 68 - 79 日川             | 初戦敗退 |
| 1991年（第22回） | 新田（3年連続6回目）      | 2回戦    | ○ 76 - 73 佐賀東           | 3回戦    |
| 1991年（第22回） | 新田（3年連続6回目）      | 3回戦    | ● 55 - 135 能代工業        | 3回戦    |
| 1992年（第23回） | 新田（4年連続7回目）      | 2回戦    | ● 64 - 92 國學院大學久我山 | 初戦敗退 |
| 1993年（第24回） | 新田（5年連続8回目）      | 2回戦    | ● 74 - 91 横須賀市立工業   | 初戦敗退 |
| 1994年（第25回） | 新田（6年連続9回目）      | 2回戦    | ● 54 - 57 山口             | 初戦敗退 |
| 1995年（第26回） | 松山城南（10年ぶり2回目） | 1回戦    | ○ 112 - 69 れいめい        | 2回戦    |
| 1995年（第26回） | 松山城南（10年ぶり2回目） | 2回戦    | ● 86 - 87 松商学園         | 2回戦    |
| 1996年（第27回） | 松山城南（2年連続3回目）  | 1回戦    | ● 78 - 86 北陸             | 初戦敗退 |
| 1997年（第28回） | 新田（3年ぶり10回目）     | 1回戦    | ○ 100 - 72 倉吉北          | 3回戦    |
| 1997年（第28回） | 新田（3年ぶり10回目）     | 2回戦    | ○ 82 - 78 明星             | 3回戦    |
| 1997年（第28回） | 新田（3年ぶり10回目）     | 3回戦    | ● 38 - 115 能代工業        | 3回戦    |
| 1998年（第29回） | 新田（2年連続11回目）     | 1回戦    | ● 71 - 94 北陸             | 初戦敗退 |
| 1999年（第30回） | 新田（3年連続12回目）     | 1回戦    | ● 66 - 91 土浦日本大学     | 初戦敗退 |
| 2000年（第31回） | 新田（4年連続13回目）     | 2回戦    | ● 71 - 93 福岡大学附属大濠 | 初戦敗退 |
| 2001年（第32回） | 新田（5年連続14回目）     | 1回戦    | ● 64 - 124 市立柏          | 初戦敗退 |
| 2002年（第33回） | 新田（6年連続15回目）     | 1回戦    | ○ 100 - 85 初芝橋本(OT)    | 2回戦    |
| 2002年（第33回） | 新田（6年連続15回目）     | 2回戦    | ● 90 - 106 四日市西        | 2回戦    |
| 2003年（第34回） | 新田（7年連続16回目）     | 1回戦    | ● 68 - 114 市立船橋        | 初戦敗退 |
| 2004年（第35回） | 新田（8年連続17回目）     | 1回戦    | ● 50 - 93 日本大学山形     | 初戦敗退 |
| 2005年（第36回） | 新田（9年連続18回目）     | 1回戦    | ● 69 - 80 東海大学付属第三 | 初戦敗退 |
| 2006年（第37回） | 新田（10年連続19回目）    | 1回戦    | ● 67 - 72 山口             | 初戦敗退 |
| 2007年（第38回） | 新田（11年連続20回目）    | 1回戦    | ● 83 - 95 取手松陽         | 初戦敗退 |
| 2008年（第39回） | 松山南（初出場）          | 1回戦    | ● 69 - 70 出雲北陵         | 初戦敗退 |
| 2009年（第40回） | 松山工業（初出場）        | 1回戦    | ● 83 - 121 八王子          | 初戦敗退 |
| 2010年（第41回） | 松山工業（2年連続2回目）  | 2回戦    | ● 57 - 119 東北学院        | 初戦敗退 |
| 2011年（第42回） | 松山工業（3年連続3回目）  | 1回戦    | ● 71 - 92 山形南           | 初戦敗退 |
| 2012年（第43回） | 新田（5年ぶり21回目）     | 1回戦    | ● 79 - 85 明成             | 初戦敗退 |
| 2013年（第44回） | 新田（2年連続22回目）     | 1回戦    | ● 76 - 77 宇部工業         | 初戦敗退 |
| 2014年（第45回） | 松山工業（3年ぶり4回目）  | 1回戦    | ○ 77 - 74 福島東稜         | 2回戦    |
| 2014年（第45回） | 松山工業（3年ぶり4回目）  | 2回戦    | ● 61 - 88 北陸             | 2回戦    |
| 2015年（第46回） | 新田（2年ぶり23回目）     | 1回戦    | ● 66 - 73 四日市工業       | 初戦敗退 |
| 2016年（第47回） | 松山工業（3年ぶり4回目）  | 1回戦    | ○ 67 - 56 れいめい         | 2回戦    |
| 2016年（第47回） | 松山工業（3年ぶり4回目）  | 2回戦    | ● 73 - 74 北陸学院         | 2回戦    |
| 2017年（第70回） | 新田（2年ぶり24回目）     | 2回戦    | ● 80 - 106 北陸            | 初戦敗退 |
| 2018年（第71回） | 新田（2年連続25回目）     | 1回戦    | ○ 89 - 74 弘前実業         | 2回戦    |
| 2018年（第71回） | 新田（2年連続25回目）     | 2回戦    | ● 71 - 98 中部大学第一     | 2回戦    |
| 2019年（第72回） | 松山工業（3年ぶり6回目）  | 1回戦    | ● 80 - 112 藤枝明誠        | 初戦敗退 |
| 2020年（第73回） | 新田（2年ぶり26回目）     | 1回戦    | ○ 105 - 69 柳ヶ浦          | 2回戦    |
| 2020年（第73回） | 新田（2年ぶり26回目）     | 2回戦    | ● 69 - 80 美濃加茂         | 2回戦    |
| 2021年（第74回） | 松山学院（25年ぶり4回目） | 1回戦    | ● 60 - 92 日川             | 初戦敗退 |
| 2022年（第75回） | 新田（2年ぶり27回目）     | 1回戦    | ○ 101 - 96 日本航空(OT)    | 2回戦    |
| 2022年（第75回） | 新田（2年ぶり27回目）     | 2回戦    | ● 61 - 93 金沢             | 2回戦    |
| 2023年（第76回） | 新田（2年連続28回目）     | 1回戦    | ○ 90 - 79 出雲北陵         | 3回戦    |
| 2023年（第76回） | 新田（2年連続28回目）     | 2回戦    | ○ 112 - 101 広島皆実(OT)   | 3回戦    |
| 2023年（第76回） | 新田（2年連続28回目）     | 3回戦    | ● 77 - 92 日本航空         | 3回戦    |
| 2024年（第77回） | 新田（3年連続29回目）     | 1回戦    | ○ 72 - 65 文星芸術大学附属 | 2回戦    |
| 2024年（第77回） | 新田（3年連続29回目）     | 2回戦    | ● 62 - 122 藤枝明誠        | 2回戦    |

## 女子
| 年度             | 出場校                           | 試合結果  | 試合結果                           | 成績     |
| ---------------- | -------------------------------- | --------- | ---------------------------------- | -------- |
| 1974年（第4回）  | 聖カタリナ女子（初出場）         | 1回戦     | ● 43 - 56 角館南                   | 初戦敗退 |
| 1977年（第7回）  | 新居浜市立商業（初出場）         | 1回戦     | ● 55 - 68 角館南                   | 初戦敗退 |
| 1979年（第9回）  | 済美（初出場）                   | 1回戦     | ● 74 - 85 星城                     | 初戦敗退 |
| 1980年（第10回） | 済美（2年連続2回目）             | 1回戦     | ○ 67 - 66 大分舞鶴                 | ベスト8  |
| 1980年（第10回） | 済美（2年連続2回目）             | 2回戦     | ○ 65 - 57 市邨学園                 | ベスト8  |
| 1980年（第10回） | 済美（2年連続2回目）             | 準々決勝  | ● 48 - 80 東亜学園                 | ベスト8  |
| 1981年（第11回） | 済美（3年連続3回目）             | 2回戦     | ○ 77 - 66 星野女子                 | ベスト8  |
| 1981年（第11回） | 済美（3年連続3回目）             | 準々決勝  | ● 53 - 54 樟蔭東                   | ベスト8  |
| 1985年（第15回） | 済美（4年ぶり4回目）             | 1回戦     | ● 39 - 73 星野女子                 | 初戦敗退 |
| 1986年（第16回） | 済美（2年連続5回目）             | 2回戦     | ● 45 - 78 東亜学園                 | 初戦敗退 |
| 1987年（第17回） | 新居浜市立商業（10年ぶり2回目）  | 2回戦     | ○ 61 - 50 札幌静修                 | ベスト8  |
| 1987年（第17回） | 新居浜市立商業（10年ぶり2回目）  | 準々決勝  | ● 49 - 97 昭和学院                 | ベスト8  |
| 1988年（第18回） | 新居浜市立商業（2年連続3回目）   | 1回戦     | ● 62 - 75 夙川学院                 | 初戦敗退 |
| 1988年（第19回） | 新居浜市立商業（3年連続4回目）   | 2回戦     | ○ 49 - 45 足羽                     | ベスト8  |
| 1988年（第19回） | 新居浜市立商業（3年連続4回目）   | 準々決勝  | ● 63 - 67 明星学園                 | ベスト8  |
| 1990年（第21回） | 聖カタリナ女子（17年ぶり2回目）  | 1回戦     | ○ 77 - 66 星野女子                 | 2回戦    |
| 1990年（第21回） | 聖カタリナ女子（17年ぶり2回目）  | 2回戦     | ● 50 - 71 就実                     | 2回戦    |
| 1991年（第22回） | 新居浜商業（3年ぶり5回目）       | 1回戦     | ○ 81 - 42 奈良文化女子短期大学付属 | ベスト8  |
| 1991年（第22回） | 新居浜商業（3年ぶり5回目）       | 2回戦     | ○ 76 - 46 佐久                     | ベスト8  |
| 1991年（第22回） | 新居浜商業（3年ぶり5回目）       | 3回戦     | ○ 65 - 58 聖和学園                 | ベスト8  |
| 1991年（第22回） | 新居浜商業（3年ぶり5回目）       | 準々決勝  | ● 53 - 67 中村学園女子             | ベスト8  |
| 1992年（第23回） | 新居浜商業（2年連続6回目）       | 2回戦     | ○ 52 - 45 甲子園学院               | 3位      |
| 1992年（第23回） | 新居浜商業（2年連続6回目）       | 3回戦     | ○ 83 - 22 藤園女子                 | 3位      |
| 1992年（第23回） | 新居浜商業（2年連続6回目）       | 準々決勝  | ○ 52 - 46 小林                     | 3位      |
| 1992年（第23回） | 新居浜商業（2年連続6回目）       | 準決勝    | ● 56 - 60 東亜学園                 | 3位      |
| 1992年（第23回） | 新居浜商業（2年連続6回目）       | 3位決定戦 | ○ 48 - 26 明星学園                 | 3位      |
| 1993年（第24回） | 新居浜商業（3年連続7回目）       | 2回戦     | ○ 112 - 46 倉吉北                  | 3回戦    |
| 1993年（第24回） | 新居浜商業（3年連続7回目）       | 3回戦     | ● 62 - 64 昭和学院                 | 3回戦    |
| 1994年（第25回） | 新居浜商業（4年連続8回目）       | 1回戦     | ○ 82 - 47 土浦日本大学             | 2回戦    |
| 1994年（第25回） | 新居浜商業（4年連続8回目）       | 2回戦     | ● 53 - 75 昭和学院                 | 2回戦    |
| 1995年（第26回） | 新居浜商業（5年連続9回目）       | 2回戦     | ○ 73 - 49 松江商業                 | ベスト8  |
| 1995年（第26回） | 新居浜商業（5年連続9回目）       | 3回戦     | ○ 65 - 48 広島皆実                 | ベスト8  |
| 1995年（第26回） | 新居浜商業（5年連続9回目）       | 準々決勝  | ● 55 - 61 市立沼津                 | ベスト8  |
| 1996年（第27回） | 聖カタリナ女子（6年ぶり3回目）   | 1回戦     | ○ 74 - 66 富士学苑                 | 2回戦    |
| 1996年（第27回） | 聖カタリナ女子（6年ぶり3回目）   | 2回戦     | ● 49 - 80 名古屋短期大学付属       | 2回戦    |
| 1997年（第28回） | 丹原（初出場）                   | 1回戦     | ○ 87 - 29 三重                     | ベスト8  |
| 1997年（第28回） | 丹原（初出場）                   | 2回戦     | ○ 69 - 61 昭和学院                 | ベスト8  |
| 1997年（第28回） | 丹原（初出場）                   | 準々決勝  | ○ 67 - 41 常葉学園                 | ベスト8  |
| 1997年（第28回） | 丹原（初出場）                   | 準決勝    | ● 55 - 74 聖和学園                 | ベスト8  |
| 1998年（第29回） | 聖カタリナ女子（2年ぶり4回目）   | 2回戦     | ○ 81 - 61 倉敷翠松                 | 4位      |
| 1998年（第29回） | 聖カタリナ女子（2年ぶり4回目）   | 3回戦     | ○ 55 - 44 秋田経済法科大学附属     | 4位      |
| 1998年（第29回） | 聖カタリナ女子（2年ぶり4回目）   | 準々決勝  | ○ 52 - 48 城北                     | 4位      |
| 1998年（第29回） | 聖カタリナ女子（2年ぶり4回目）   | 準決勝    | ● 43 - 67 名古屋短期大学付属       | 4位      |
| 1998年（第29回） | 聖カタリナ女子（2年ぶり4回目）   | 3位決定戦 | ● 41 - 65 中村学園女子             | 4位      |
| 1999年（第30回） | 聖カタリナ女子（2年連続5回目）   | 1回戦     | ○ 73 - 55 熊本国府                 | ベスト8  |
| 1999年（第30回） | 聖カタリナ女子（2年連続5回目）   | 2回戦     | ○ 67 - 66 東京成徳大学             | ベスト8  |
| 1999年（第30回） | 聖カタリナ女子（2年連続5回目）   | 3回戦     | ○ 52 - 49 聖和学園                 | ベスト8  |
| 1999年（第30回） | 聖カタリナ女子（2年連続5回目）   | 準々決勝  | ● 56 - 68 三田尻女子               | ベスト8  |
| 2000年（第31回） | 丹原（3年ぶり2回目）             | 2回戦     | ○ 79 - 54 福島西                   | ベスト8  |
| 2000年（第31回） | 丹原（3年ぶり2回目）             | 3回戦     | ○ 70 - 65 長崎女子                 | ベスト8  |
| 2000年（第31回） | 丹原（3年ぶり2回目）             | 準々決勝  | ● 66 - 69 足羽                     | ベスト8  |
| 2001年（第32回） | 丹原（2年連続3回目）             | 2回戦     | ○ 85 - 37 就実                     | 準優勝   |
| 2001年（第32回） | 丹原（2年連続3回目）             | 3回戦     | ○ 83 - 47 大阪薫英女学院           | 準優勝   |
| 2001年（第32回） | 丹原（2年連続3回目）             | 準々決勝  | ○ 76 - 58 実践学園                 | 準優勝   |
| 2001年（第32回） | 丹原（2年連続3回目）             | 準決勝    | ○ 62 - 43 熊本国府                 | 準優勝   |
| 2001年（第32回） | 丹原（2年連続3回目）             | 決勝      | ● 59 - 72 桜花学園                 | 準優勝   |
| 2002年（第33回） | 聖カタリナ女子（3年ぶり6回目）   | 2回戦     | ○ 81 - 52 鹿児島女子               | 4位      |
| 2002年（第33回） | 聖カタリナ女子（3年ぶり6回目）   | 3回戦     | ○ 67 - 61 岐阜女子                 | 4位      |
| 2002年（第33回） | 聖カタリナ女子（3年ぶり6回目）   | 準々決勝  | ○ 87 - 69 熊本国府                 | 4位      |
| 2002年（第33回） | 聖カタリナ女子（3年ぶり6回目）   | 準決勝    | ● 65 - 78 常葉学園                 | 4位      |
| 2002年（第33回） | 聖カタリナ女子（3年ぶり6回目）   | 3位決定戦 | ● 51 - 63 昭和学院                 | 4位      |
| 2003年（第34回） | 聖カタリナ女子（2年連続7回目）   | 2回戦     | ● 41 - 50 誠英                     | 初戦敗退 |
| 2004年（第35回） | 聖カタリナ女子（3年連続8回目）   | 1回戦     | ○ 87 - 49 就実                     | 4位      |
| 2004年（第35回） | 聖カタリナ女子（3年連続8回目）   | 2回戦     | ○ 58 - 54 東京成徳大学             | 4位      |
| 2004年（第35回） | 聖カタリナ女子（3年連続8回目）   | 3回戦     | ○ 70 - 40 佐久長聖                 | 4位      |
| 2004年（第35回） | 聖カタリナ女子（3年連続8回目）   | 準々決勝  | ○ 74 - 70 岐阜女子                 | 4位      |
| 2004年（第35回） | 聖カタリナ女子（3年連続8回目）   | 準決勝    | ● 52 - 53 金沢総合                 | 4位      |
| 2004年（第35回） | 聖カタリナ女子（3年連続8回目）   | 3位決定戦 | ● 51 - 64 大阪薫英女学院           | 4位      |
| 2005年（第96回） | 聖カタリナ女子（4年連続9回目）   | 1回戦     | ○ 81 - 58 倉吉北                   | 2回戦    |
| 2005年（第96回） | 聖カタリナ女子（4年連続9回目）   | 2回戦     | ● 50 - 88 中村学園女子             | 2回戦    |
| 2006年（第37回） | 聖カタリナ女子（5年連続10回目）  | 1回戦     | ○ 80 - 57 宇都宮中央女子           | 3回戦    |
| 2006年（第37回） | 聖カタリナ女子（5年連続10回目）  | 2回戦     | ○ 96 - 56 中津北                   | 3回戦    |
| 2006年（第37回） | 聖カタリナ女子（5年連続10回目）  | 3回戦     | ● 49 - 79 津幡                     | 3回戦    |
| 2007年（第38回） | 聖カタリナ女子（6年連続11回目）  | 1回戦     | ○ 77 - 50 福島西                   | 4位      |
| 2007年（第38回） | 聖カタリナ女子（6年連続11回目）  | 2回戦     | ○ 88 - 61 津商業                   | 4位      |
| 2007年（第38回） | 聖カタリナ女子（6年連続11回目）  | 3回戦     | ○ 67 - 55 津幡                     | 4位      |
| 2007年（第38回） | 聖カタリナ女子（6年連続11回目）  | 準々決勝  | ○ 83 - 71 札幌山の手               | 4位      |
| 2007年（第38回） | 聖カタリナ女子（6年連続11回目）  | 準決勝    | ● 73 - 88 東京成徳大学             | 4位      |
| 2007年（第38回） | 聖カタリナ女子（6年連続11回目）  | 3位決定戦 | ● 59 - 75 山形市立商業             | 4位      |
| 2008年（第39回） | 聖カタリナ女子（7年連続12回目）  | 2回戦     | ○ 75 - 57 浦和西                   | 4位      |
| 2008年（第39回） | 聖カタリナ女子（7年連続12回目）  | 3回戦     | ○ 89 - 71 倉敷翠松                 | 4位      |
| 2008年（第39回） | 聖カタリナ女子（7年連続12回目）  | 準々決勝  | ○ 74 - 46 中村学園女子             | 4位      |
| 2008年（第39回） | 聖カタリナ女子（7年連続12回目）  | 準決勝    | ● 72 - 86 東京成徳大学             | 4位      |
| 2008年（第39回） | 聖カタリナ女子（7年連続12回目）  | 3位決定戦 | ● 75 - 80 山形市立商業             | 4位      |
| 2009年（第40回） | 聖カタリナ女子（8年連続13回目）  | 2回戦     | ● 76 - 84 精華女子                 | 初戦敗退 |
| 2010年（第41回） | 聖カタリナ女子（9年連続14回目）  | 1回戦     | ○ 74 - 61 大津                     | ベスト8  |
| 2010年（第41回） | 聖カタリナ女子（9年連続14回目）  | 2回戦     | ○ 94 - 92 足羽                     | ベスト8  |
| 2010年（第41回） | 聖カタリナ女子（9年連続14回目）  | 3回戦     | ○ 64 - 58 昭和学院                 | ベスト8  |
| 2010年（第41回） | 聖カタリナ女子（9年連続14回目）  | 準々決勝  | ● 60 - 70 中村学園女子             | ベスト8  |
| 2011年（第42回） | 聖カタリナ女子（10年連続15回目） | 1回戦     | ○ 87 - 46 湯沢翔北                 | 3回戦    |
| 2011年（第42回） | 聖カタリナ女子（10年連続15回目） | 2回戦     | ○ 89 - 66 富士学苑                 | 3回戦    |
| 2011年（第42回） | 聖カタリナ女子（10年連続15回目） | 3回戦     | ● 63 - 85 岐阜女子                 | 3回戦    |
| 2012年（第43回） | 聖カタリナ女子（11年連続16回目） | 2回戦     | ○ 60 - 57 星城                     | 準優勝   |
| 2012年（第43回） | 聖カタリナ女子（11年連続16回目） | 3回戦     | ○ 73 - 56 倉敷翠松                 | 準優勝   |
| 2012年（第43回） | 聖カタリナ女子（11年連続16回目） | 準々決勝  | ○ 89 - 68 広島皆実                 | 準優勝   |
| 2012年（第43回） | 聖カタリナ女子（11年連続16回目） | 準決勝    | ○ 79 - 62 昭和学院                 | 準優勝   |
| 2012年（第43回） | 聖カタリナ女子（11年連続16回目） | 決勝      | ● 79 - 88 桜花学園                 | 準優勝   |
| 2012年（第43回） | 済美（27年ぶり6回目）            | 1回戦     | ○ 62 - 55 松江商業                 | 2回戦    |
| 2012年（第43回） | 済美（27年ぶり6回目）            | 2回戦     | ● 57 - 78 明星学園                 | 2回戦    |
| 2013年（第44回） | 聖カタリナ女子（12年連続17回目） | 2回戦     | ○ 61 - 39 奈良文化                 | 3位      |
| 2013年（第44回） | 聖カタリナ女子（12年連続17回目） | 3回戦     | ○ 76 - 57 慶進                     | 3位      |
| 2013年（第44回） | 聖カタリナ女子（12年連続17回目） | 準々決勝  | ○ 84 - 80 大阪薫英女学院           | 3位      |
| 2013年（第44回） | 聖カタリナ女子（12年連続17回目） | 準決勝    | ● 65 - 68 桜花学園                 | 3位      |
| 2013年（第44回） | 聖カタリナ女子（12年連続17回目） | 3位決定戦 | ○ 89 - 82 昭和学院                 | 3位      |
| 2014年（第45回） | 聖カタリナ女子（13年連続18回目） | 2回戦     | ○ 64 - 49 松江商業                 | 3位      |
| 2014年（第45回） | 聖カタリナ女子（13年連続18回目） | 3回戦     | ○ 71 - 64 札幌山の手               | 3位      |
| 2014年（第45回） | 聖カタリナ女子（13年連続18回目） | 準々決勝  | ○ 79 - 62 東京成徳大学             | 3位      |
| 2014年（第45回） | 聖カタリナ女子（13年連続18回目） | 準決勝    | ● 70 - 74 桜花学園                 | 3位      |
| 2014年（第45回） | 聖カタリナ女子（13年連続18回目） | 3位決定戦 | ○ 71 - 47 安城学園                 | 3位      |
| 2015年（第46回） | 聖カタリナ女子（14年連続19回目） | 2回戦     | ○ 80 - 44 柴田女子                 | 4位      |
| 2015年（第46回） | 聖カタリナ女子（14年連続19回目） | 3回戦     | ○ 80 - 56 四日市商業               | 4位      |
| 2015年（第46回） | 聖カタリナ女子（14年連続19回目） | 準々決勝  | ○ 71 - 61 安城学園                 | 4位      |
| 2015年（第46回） | 聖カタリナ女子（14年連続19回目） | 準決勝    | ● 76 - 79 岐阜女子                 | 4位      |
| 2015年（第46回） | 聖カタリナ女子（14年連続19回目） | 3位決定戦 | ● 57 - 95 昭和学院                 | 4位      |
| 2016年（第47回） | 聖カタリナ学園（15年連続20回目） | 1回戦     | ○ 69 - 65 長崎西                   | 2回戦    |
| 2016年（第47回） | 聖カタリナ学園（15年連続20回目） | 2回戦     | ● 57 - 89 八雲学園                 | 2回戦    |
| 2017年（第70回） | 新居浜商業（22年ぶり10回目）     | 1回戦     | ● 59 - 83 郡山商業                 | 初戦敗退 |
| 2018年（第71回） | 聖カタリナ学園（2年ぶり21回目）  | 2回戦     | ○ 68 - 64 西原                     | 3回戦    |
| 2018年（第71回） | 聖カタリナ学園（2年ぶり21回目）  | 3回戦     | ● 58 - 68 津幡                     | 3回戦    |
| 2019年（第72回） | 聖カタリナ学園（2年連続22回目）  | 1回戦     | ○ 83 - 60 埼玉栄                   | ベスト8  |
| 2019年（第72回） | 聖カタリナ学園（2年連続22回目）  | 2回戦     | ○ 82 - 58 郡山商業                 | ベスト8  |
| 2019年（第72回） | 聖カタリナ学園（2年連続22回目）  | 3回戦     | ○ 67 - 61 東京成徳大学             | ベスト8  |
| 2019年（第72回） | 聖カタリナ学園（2年連続22回目）  | 準々決勝  | ● 62 - 66 大阪薫英女学院           | ベスト8  |
| 2019年（第72回） | 済美（7年ぶり7回目）             | 1回戦     | ○ 57 - 41 草津東                   | 3回戦    |
| 2019年（第72回） | 済美（7年ぶり7回目）             | 2回戦     | ○ 92 - 49 富士学苑                 | 3回戦    |
| 2019年（第72回） | 済美（7年ぶり7回目）             | 3回戦     | ● 76 - 89 精華女子                 | 3回戦    |
| 2020年（第73回） | 聖カタリナ学園（3年連続23回目）  | 1回戦     | ○ 89 - 69 長崎西                   | 3回戦    |
| 2020年（第73回） | 聖カタリナ学園（3年連続23回目）  | 2回戦     | ○ 86 - 48 西原                     | 3回戦    |
| 2020年（第73回） | 聖カタリナ学園（3年連続23回目）  | 3回戦     | ● 67 - 93 安城学園                 | 3回戦    |
| 2020年（第73回） | 新居浜商業（3年ぶり11回目）      | 1回戦     | ● 56 - 69 徳山商工                 | 初戦敗退 |
| 2021年（第74回） | 聖カタリナ学園（4年連続24回目）  | 1回戦     | ○ 65 - 64 津幡                     | 2回戦    |
| 2021年（第74回） | 聖カタリナ学園（4年連続24回目）  | 2回戦     | ● 73 - 83 八雲学園                 | 2回戦    |
| 2022年（第75回） | 聖カタリナ学園（5年連続25回目）  | 1回戦     | ○ 88 - 64 八戸学院光星             | 2回戦    |
| 2022年（第75回） | 聖カタリナ学園（5年連続25回目）  | 2回戦     | ● 58 - 101 桜花学園                | 2回戦    |
| 2022年（第75回） | 済美（3年ぶり8回目）             | 1回戦     | ○ 79 - 69 矢板中央                 | 2回戦    |
| 2022年（第75回） | 済美（3年ぶり8回目）             | 2回戦     | ● 83 - 106 札幌山の手              | 2回戦    |
| 2023年（第76回） | 聖カタリナ学園（6年連続26回目）  | 1回戦     | ● 83 - 88 鵠沼(OT)                 | 初戦敗退 |
| 2023年（第76回） | 済美（2年連続9回目）             | 1回戦     | ● 87 - 92 石川                     | 初戦敗退 |
| 2024年（第77回） | 聖カタリナ学園（7年連続27回目）  | 1回戦     | ○ 107 - 56 倉吉北                  | 3回戦    |
| 2024年（第77回） | 聖カタリナ学園（7年連続27回目）  | 2回戦     | ○ 66 - 65 足羽                     | 3回戦    |
| 2024年（第77回） | 聖カタリナ学園（7年連続27回目）  | 3回戦     | ● 56 - 101 京都精華学園            | 3回戦    |